# Földes Pál (orvos)
Földes Pál, születési nevén Friedmann Pál (Kisvárda, 1911. július 25. – Budapest, 1965. január 21.) orvos, mikrobiológus.

## Élete
Friedmann Mór és Klein Ilona fiaként született. Tanulmányait Berlinben, Bécsben, majd a Pázmány Péter Tudományegyetemen végezte, s ez utóbbin 1936-ban szerezte meg orvosi oklevelét. 1936 és 1942 között a Pesti Izraelita Hitközség Szabolcs Utcai Kórházában, illetve a budapesti Maros utcai zsidó kórházban dolgozott. 1942 és 1945 között munkaszolgálatra hívták be. 1945-től az Országos Közegészségügyi Intézet tudományos munkatársa volt. 1953-tól a Budapesti Orvostudományi Egyetem Mikrobiológiai Intézetének tudományos munkatársaként, majd főmunkatársaként működött. Az immunitás mechanizmusával, mikrobiológiával és a virológia kérdéseivel foglalkozott.
Felesége Bóta Mária (1922–1989)
A Farkasréti temetőben nyugszik.

## Főbb művei
- Adatok a vírus hepatitis kísérletes vizsgálatához. Radnai Bélával. (Orvosi Hetilap, 1952, 36.)
- Poliomielitisz vírustörzs izolálása szövetkultúrában, identifikálása majom kísérletben. (Orvosi Hetilap, 1955, 52.)
- Vírus izolálási kísérletek az 1954. évi hazai Heine-Medin járvánnyal kapcsolatban. (Orvosi Hetilap, 1956, 39.)
- A gamma-globulin prophylaxis szerepe a poliomyelitis elleni küzdelem jelenlegi helyzetében. Szeri Ilonával. (Orvosi Hetilap, 1959, 3.)
- Adatok a poliomyelitis elleni intrakután védőoltás kérdéséhez. Szeri Ilonával és Bognár Szilárddal. (Orvosi Hetilap, 1959, 38.)
- Törzsizolálási és szerológiai vizsgálatok az 1957. évi hazai poliomyelitis járvánnyal kapcsolatban. Szeri Ilonával és Bános Zsuzsannával. (Orvosi Hetilap, 1960, 9.)
- Hazai és külföldi termelésű Salk vaccina antigén értékére és szobahőn való tárolhatóságára vonatkozó összehasonlító vizsgálatok. Szeri Ilonával és Bános Zsuzsannával. (Orvosi Hetilap, 1960, 30.)
- Az immunitás mechanizmusának klónelmélete (Orvosi Hetilap, 1961, 49.)[2]
- Allergiás bőrpróbával igazolt macskakarmolási betegség. Nagyiványi Rezsővel és Kneiszl Ferenccel. (Orvosi Hetilap, 1963, 8.)
- Újszülöttkorban thymusirtott egerek lymphocytás choriomeningitis vírusfertőzése. Többekkel. (Orvosi Hetilap, 1964, 45.)
- Adatok az újszülöttkori thymectomiát követő „wasting syndroma” pathogenesiséhez. Többekkel. (Orvosi Hetilap, 1967, 22.)

## Díjai, elismerései
- Markusovszky-díj (1962)